# Gustawa Jarecka

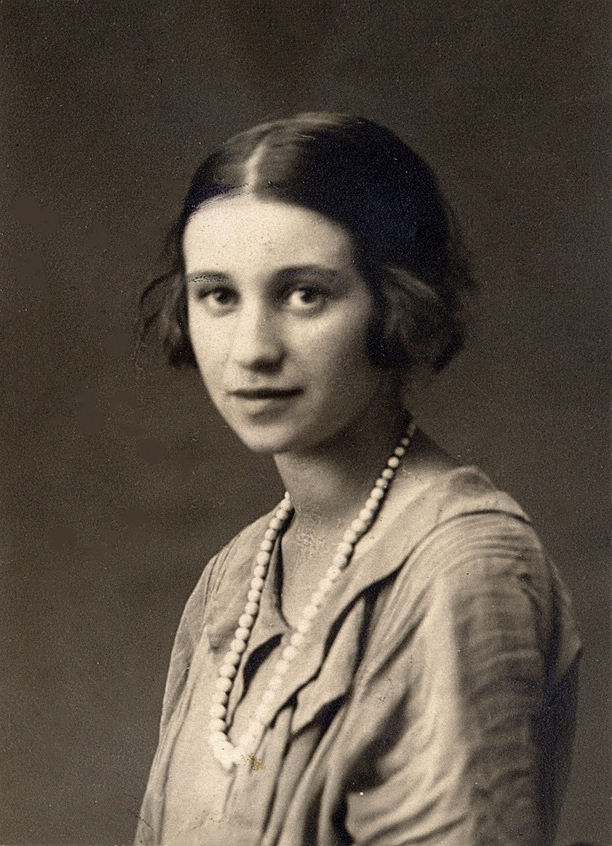
Gustawa Jarecka (Foto aus ihrem Studentenausweis)

Gustawa Jarecka (geboren 23. Dezember 1908 in Kalisz, Russisches Kaiserreich; gestorben 22. oder 23. Januar 1943 bei der Deportation in das Vernichtungslager Treblinka) war eine polnische jüdische Schriftstellerin. Als Schreibkraft des Judenrats im Warschauer Ghetto kopierte sie heimlich Protokolle und Schriftverkehr der deutschen Besatzer, schmuggelte Dokumente für das Untergrundarchiv Oneg Schabbat und verfasste Berichte für den Widerstand.

## Kindheit und Jugend
Gustawa Jarecka wurde als Tochter des Kaufmanns Moszek Jarecki aus Zagórów und Natalia Jarecka (geb. Wit) aus Posen geboren. Sie hatte zwei ältere Geschwister, Irena (geb. 1899) und Albert (geb. 1902). Die Familie lebte in Łódź in der Piotrkowska-Straße 90.
Nach dem Besuch des Humanistischen Gymnasiums Stanisława Rajska in Łódź studierte sie ab 1925 Philologie an der Universität Warschau. Ihr Studium finanzierte sie durch Nachhilfeunterricht und schloss es am 24. Februar 1931 mit einem Magistertitel ab.
Nach einer nur kurz dauernden Ehe kam 1931 ihr Sohn Marek zur Welt. Sie zog ihn alleine groß, ebenso ihren 1939 geborenen zweiten Sohn Karol. Zu ihrer Zeit brauchte es viel Mut, trotz traditioneller Familienmoral und in Armut als alleinerziehende Mutter zu leben.

## Literarische Tätigkeit
Nach dem Studium begann Gustawa Jarecka ihre schriftstellerische Laufbahn. 1932 erschien ihr Debütroman Inni ludzie (Andere Menschen). Jareckas Erzählungen wurden in verschiedenen Zeitschriften wie Głos Poranny, Dziennik Ludowy, Górnik, Myśl Socjalistyczna und Nowa Kwadryga veröffentlicht.
Ihre Werke zeichneten sich durch sozialkritische Themen aus, wobei sie gesellschaftliche Probleme wie Arbeitslosigkeit und Armut aufgriff und jüdische Anliegen eher vermied. Obwohl sie sich zum Judentum bekannte, war sie eher sozialistisch orientiert und veröffentlichte häufig in linksgerichteten Zeitschriften. In den Folgejahren veröffentlichte sie weitere Romane wie Stare grzechy (Alte Sünden, 1934); Przed jutrem (Vor dem Morgen, 1936) sowie den zweibändigen Roman Ludzie i sztandary (Von Menschen und Fahnen).
Um den Lebensunterhalt für sich und ihre Kinder zu sichern, arbeitete Jarecka parallel als Polnischlehrerin in Wąbrzeźno. Die Stadt beschrieb sie auch in ihrem Kinderbuch Szósty Oddział jedzie w świat (Der sechste Bezirk zieht in die Welt hinaus), das sie 1935/1936 verfasste. Zusätzlich war sie als Übersetzerin tätig; unter anderem soll sie den Roman Nachtflug von Antoine de Saint-Exupéry ins Polnische übertragen haben.

## Widerstandsaktivitäten
Nach dem Überfall auf Polen 1939 durch die Deutsche Wehrmacht wurde Gustawa Jarecka – wie alle jüdischen Menschen in Warschau – von den Besatzern gezwungen, in das abgeriegelte Warschauer Ghetto umzuziehen. Zwar hätte sie die Möglichkeit gehabt, mit Unterstützung polnischer Freunde illegal auf der „arischen Seite“ zu leben, doch sie entschied sich, zusammen mit ihren Kindern ins Ghetto zu gehen.
Dank ihrer guten Deutsch- und Polnischkenntnisse erhielt sie 1940 eine Anstellung als Telefonistin und Schreibkraft beim Judenrat im Ghetto. Die von der SS eingesetzten Judenräte hatten keine eigene Macht, sondern lediglich die Aufgabe, die Anordnungen der Besatzer umzusetzen. Zu Jareckas Arbeitskollegen zählte damals der deutsche Schriftsteller Marcel Reich-Ranicki, der überlebte und Jarecka in seiner Biografie mehrfach erwähnte.

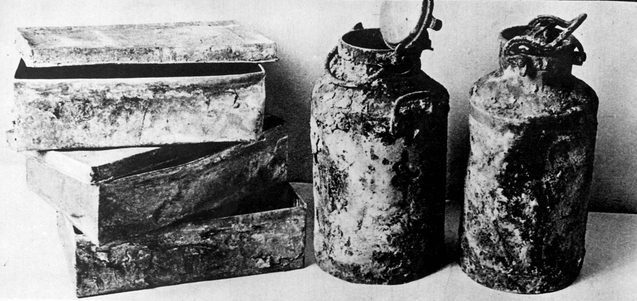
Metallboxen und Milchkannen, in denen die Dokumente des Oneg-Shabbat-Archivs versteckt waren

Gustawa Jarecka nutzte die Büroarbeit beim Judenrat, um wichtige Informationen aus dem Sekretariat, darunter die Ankündigung von Deportationen seitens der Besatzer, an den Widerstand weiterzugeben. Sie war Mitglied der Untergrundorganisation Oneg Shabbat („Freude am Sabbat“), das waren etwa 70–80 Personen unterschiedlicher politischer und religiöser Ausrichtungen, die unter Lebensgefahr die Verbrechen der Nationalsozialisten für die Weltöffentlichkeit und für die Nachwelt dokumentierten. Dank des Archivs, das später als Ringelblum-Archiv bekannt wurde und heute zum UNESCO-Weltdokumentenerbe gehört, blieben ungefähr 25.000 Dokumente über die NS-Verbrechen für die Nachwelt erhalten. Über die Bedeutung ihrer Arbeit schrieb Jarecka:
„All diese Dokumente und Aufzeichnungen sind Überbleibsel, die den Indizien in einer Kriminalgeschichte ähneln. Ich erinnere mich aus meiner Kindheit an einen Roman von Conan Doyle, in dem das sterbende Opfer mit zitternder Hand ein Wort an die Wand schreibt, das den Beweis für die Schuld des Täters liefert. Dieses Wort, hingekritzelt von dem sterbenden Mann, hat mich geprägt. [...] Wir hinterlegen jetzt das Beweismaterial für die Verbrechen.“

## Dokumente der Vernichtung

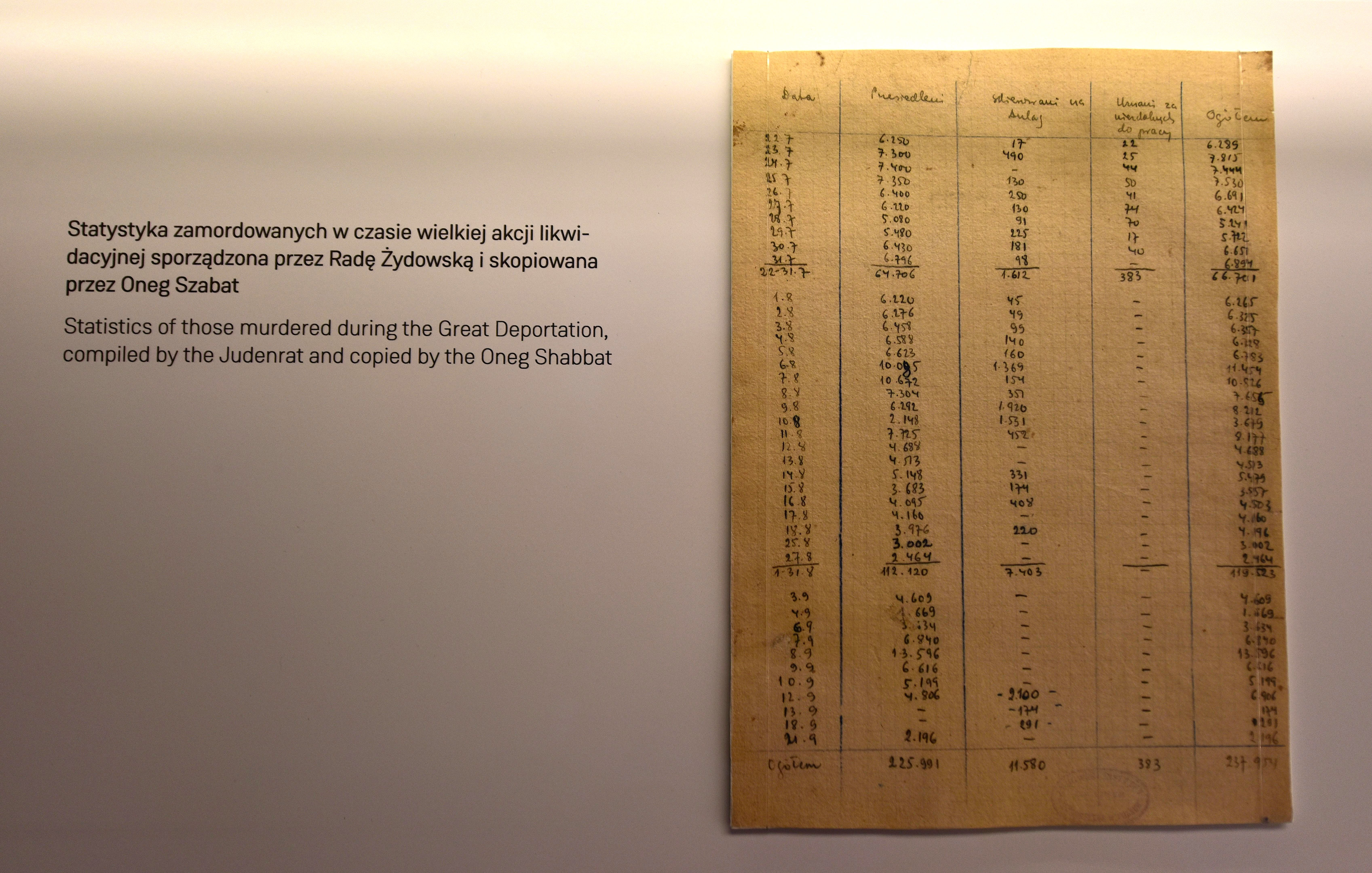
Listen von Ermordeten während der „Großen Deportation“, zusammengestellt vom Judenrat und Oneg Schabbat

Jareckas Beiträge zum Untergrundarchiv waren für den jüdischen Widerstand von großer Bedeutung, weil sie Zugang zu wichtigen Informationen hatte, die sie unter Lebensgefahr dokumentierte und weitergab. Auf Bitte von Emanuel Ringelblum, dem Gründer des Archivs, verfasste sie auch selbst Berichte über die Situation im Ghetto. In einem Text vom Herbst 1942 schrieb sie über die Statistiken, die sie für den Judenrat anfertigen musste: 
„Ich verzeichne die Zahlen, und hinter den Zahlen taucht unwiderruflich das Bild der Straße auf, wie sie einmal war; tauchen Menschen auf, die nicht mehr da sind; so unerhörte Geschehnisse, dass man sie festhält, um sich selbst davon zu überzeugen, dass sie nicht ein Traum waren.“
Am 22. Juli 1942 mussten Gustawa Jarecka und Marcel Reich-Ranicki eine grausame Anordnung der SS mitstenografieren. In einem Sitzungsprotokoll erteilten SS-Sturmbannführer Hermann Höfle und andere SS-Offiziere dem Judenrat den Befehl, täglich 6.000 jüdische Menschen zur „Umsiedlung in den Osten“ zusammenzustellen, wie es in der Anordnung beschönigend hieß. Tatsächlich handelte es sich dabei um die Deportation der Ghettobevölkerung in Vernichtungslager und die endgültige Auflösung des Warschauer Ghettos, im SS-Geheimcode „Aktion Reinhardt“ oder auch „Große Aktion“ genannt. Nur die von der SS benötigten Hilfskräfte wie beispielsweise die Angestellten des Judenrats sollten in Warschau bleiben. Der Vorsitzende des Judenrats, Adam Czerniakow, beging daraufhin Suizid. Gustawa Jarecka soll Reich-Ranicki daraufhin geraten haben, seine Verlobte schnellstens zu heiraten, um sie vor dem Abtransport zu bewahren. Jarecka selbst überlebte die Deportationen im Sommer 1942 nur wegen ihrer Tätigkeit für den Judenrat.

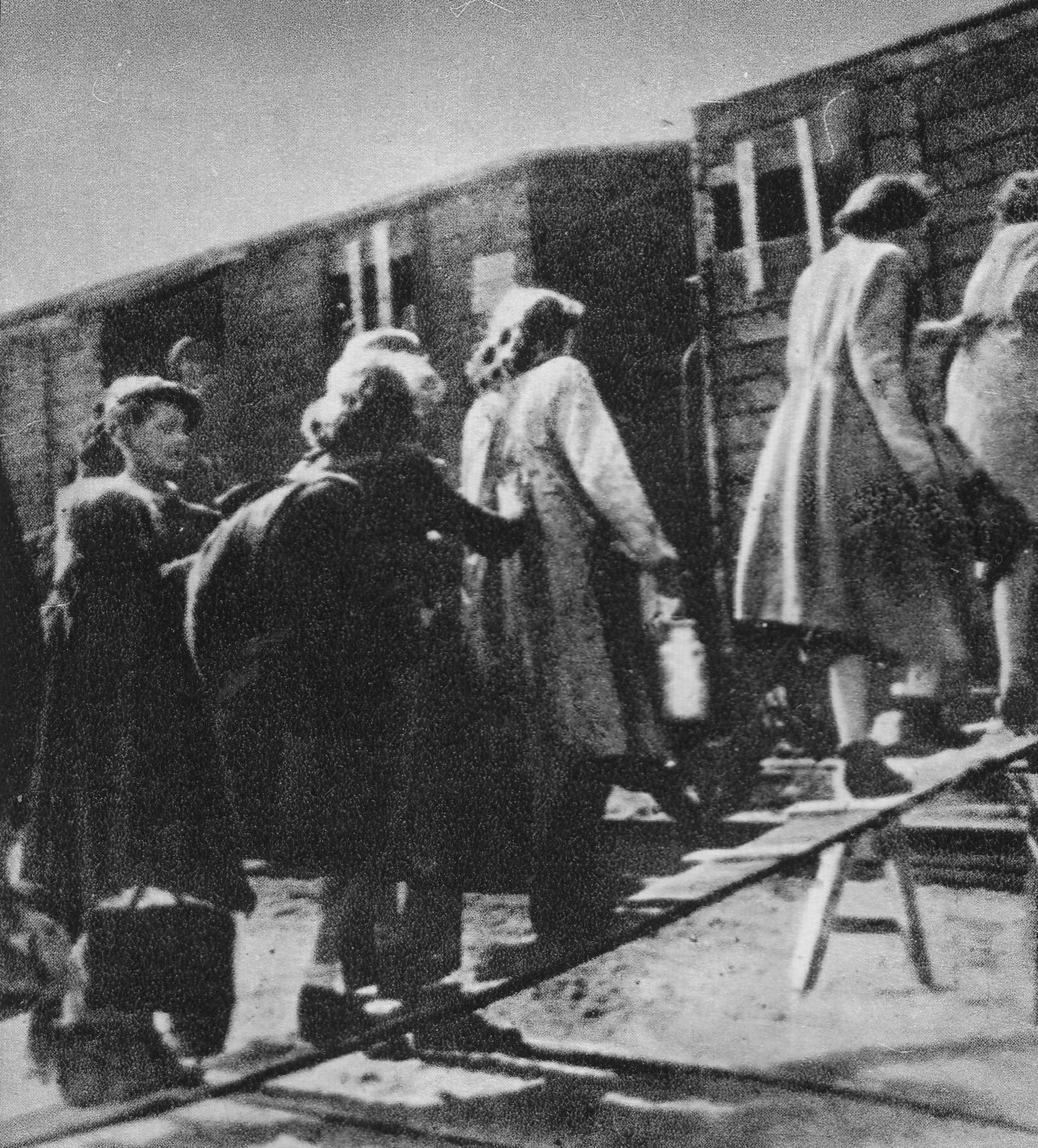
Sogenannter Umschlagplatz in Warschau im August 1942

Ein anonymer Bericht mit dem Titel Die letzte Phase der Umsiedlung ist der Tod vom September 1942 wird Jarecka zugeschrieben. Der Text zielte darauf ab, die Weltöffentlichkeit über die katastrophale Lage im Warschauer Ghetto und über die systematische Vernichtung der jüdischen Bevölkerung in Kenntnis zu setzen. Verfasst ist er in einer Mischung aus dokumentarisch-sachlicher und emotionaler Sprache; mitten im Satz reißt er ab. Das vierseitige Dokument erreichte die Polnische Exilregierung in London am 15. November 1942. Darin heißt es unter anderem:
„Diese Aufzeichnungen entstehen aus dem instinktiven Drang, eine Spur zu hinterlassen, aus der Verzweiflung, die einen zuweilen schreien lassen will, aus dem Willen, sein Leben zu rechtfertigen, das in tödlicher Unsicherheit weiter andauert. Wir haben den Hals in der Schlinge, und wenn der Druck einen Moment nachlässt, drängt sich ein Schrei heraus. […] Wir sammeln Schuldbeweise, die für uns selbst nutzlos sind. Diese Beweise sollten wie ein Stein ins Räderwerk der Geschichte fallen, um es zum Stillstand zu bringen. In diesem Stein steckt die ganze Last unserer Erfahrung, die den tiefsten Punkt menschlicher Grausamkeit erlebt hat. In ihm steckt die Erinnerung an Mütter, die vor Kummer wahnsinnig wurden, nachdem sie ihre Kinder verloren haben; die Erinnerung an die Schreie der Kinder, die ohne Mäntel, in Sommerkleidung und barfuß auf dem Weg zum Tod getragen wurden oder weinend mitliefen, ohne zu verstehen, welches Grauen ihnen widerfuhr; die Erinnerung an die Verzweiflung betagter Mütter und Väter, die von ihren erwachsenen Kindern im Stich gelassen werden mussten; und das versteinerte Schweigen einer toten Stadt, als das Urteil über dreihunderttausend Menschen vollstreckt wurde.“
Gustawa Jarecka starb am 22. oder 23. Januar 1943, als sie mit ihren Kindern in das Vernichtungslager Treblinka deportiert wurde. Sie soll in einem überfüllten Viehwagen erstickt sein.

## Romane
- Inni ludzie (Andere Menschen, 1931)
- Stare grzechy (Alte Sünden, 1934)[20]
- Przed jutrem (Vor dem Morgen, 1936)[20]
- Ludzie i sztandary (Von Menschen und Fahnen)[21] mit Band 1: Ojcowie (Väter, 1938)[20] und Band 2: Zwycięskie pokolenie (Die siegreiche Generation, 1939)[20]